# Beautiful People (Pet Shop Boys)
Beautiful People è una canzone dei Pet Shop Boys che fu pubblicata il 25 settembre 2009 come terzo singolo del loro album Yes. A differenza degli altri singoli estratti, questo singolo venne pubblicato solo in Germania per esplicita richiesta della etichetta discografica EMI tedesca. Nel mese di Novembre dello stesso anno venne pubblicata anche negli Stati Uniti ma solo in formato digitale.
Fra i b-side inclusi nel disco troviamo una versione più corta di Fugitive, brano prodotto da Richard X e originariamente inclusa nell'edizione speciale di Fundamental, un remix del brano Up And Down e la versione demo del brano Beautiful People. Entrambi i b-side erano già aviabili digitalmente dal sito ufficiale del duo.
Originariamente il disco singolo doveva comprendere anche dei remix a cura di Vinny Vero, remix che poi non furono inclusi in quanto i tempi di realizzazione furono più lunghi del previsto. Furono poi pubblicati non-ufficialmente sul sito web di Vinny Vero.

## Tracce
Maxi-CD
1. "Beautiful People"
2. "Fugitive" (seven-inch mix)
3. "Beautiful People" (demo)
4. "Up And Down" (Tom Stephan remix)

## Posizioni in classifica
| Nazione (2009-2011) | Posizione |
| ------------------- | --------- |
| Germania            | 65        |
| Slovacchia          | 74        |